# Суав'ярві
Суав'я́рві — озеро і ударний кратер в Республіці Карелія, 56 кілометрів на захід-північ-захід від міста Медвеж'єгорськ, або 19 кілометрів на південь від селища Падани. Кратер має діаметр 16 кілометрів і вік приблизно 2,4 мільярда років, що робить його найдревнішим із відомих метеоритних кратерів на Землі.